# Albert Bruylandt
Albert Bruylandt (* 4. September 1921 in Derderwindeke; † 6. Juni 2014 in Aalst) war ein belgischer Radrennfahrer.

## Sportliche Laufbahn
Bruylandt war im Bahnradsport und im Straßenradsport aktiv. Von 1940 bis 1952 war er Unabhängiger und Berufsfahrer. Seine größten Erfolge hatte er auf der Radrennbahn. Er gewann mehrere Sechstagerennen: 1948 in Antwerpen mit René Adriaenssens, 1951 in Gent, London und Paris mit Adriaenssens. Dazu kamen mehrere zweite Plätze in Sechstagerennen.
In den Rennen der Monumente des Radsports war der 19. Platz in der Flandern-Rundfahrt 1947 sein bestes Resultat.